# Pristaulacus decemdentatus
Pristaulacus decemdentatus är en stekelart som beskrevs av Jean-Jacques Kieffer 1906. Pristaulacus decemdentatus ingår i släktet Pristaulacus och familjen vedlarvsteklar. Inga underarter finns listade i Catalogue of Life.